# Josh Berman (Musiker)
Josh Berman (* 24. September 1972 in Chicago) ist ein US-amerikanischer Jazzmusiker (Kornett, Trompete).

## Leben
Berman begann 1989 auf der Highschool Kornett zu spielen; als er 1990 sein Studium am Columbia College begann, plante er zunächst Film zu studieren. Durch Weasel Walter kam er in Kontakt mit der Chicagoer Free-Jazz-Szene. Ersten Trompetenunterricht hatte er bei Brad Goode, der ihn bewog sein Studium am College of DuPage in Glen Ellyn fortzusetzen, ab 1994 studierte er Sozialarbeit und Musik an der Western Illinois University in Macomb. Nach seiner Rückkehr nach Chicago 1998 spielte er zunächst mit Dave McDonnell, Aram Shelton, Jason Adasiewicz und Mike Reed. in den folgenden Jahren auch mit Jeb Bishop, Keefe Jackson, Fred Lonberg-Holm, Frank Rosaly und mit dem Exploding Star Orchestra. Mit Mike Reed leitet er die Formationen Emerging Improvisers und Umbrella Collective. 2009 legte er sein Debütalbum Old Idea bei Delmark Records vor, an dem u. a. Jason Adasiewicz mitwirkte; 2012 folgte There Now. In Deutschland trat er mit Achim Tang und Georg Wissel auf. Zu hören ist er auch auf Peter A. Schmids Album Chicago Conversations (2015), Jason Roebkes Cinema Spiral (2016) und Since Time Is Gravity (2023) der Natural Information Society.

## Diskographische Hinweise
- Mars Williams: An Ayler Xmas Volume 2 (ESP-Disk, 2018)
- Josh Berman / Paul Lytton / Jason Roebke: Trio Discrepancies (Astral Spirits, 2019)
- Didier Petit, Josh Berman, Jason Stein, Edward Perraud:  The Bridge Sessions: The Way Through (2021)
- Chicago Edge Ensemble: The Individualists (2023)